# Wiktor Kulerski

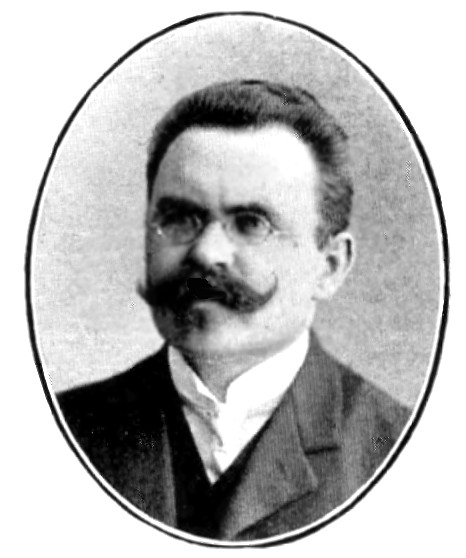
Wiktor Kulerski

Wiktor Kulerski (* 20. März 1865 in Grutta; † 18. September 1935 in Owczarki bei Graudenz) war Journalist, Herausgeber und Mitglied des Deutschen Reichstags.

## Leben
Kulerski besuchte das Gymnasium zu Löbau und das Seminar zu Graudenz. Er absolvierte 1886 eine Lehrerprüfung als Extraneer (Externer) zu Tuchel und war dann Volksschullehrer bis 1889.
1890 gründete er mit seiner Frau Josefa Kolskich das Gasthaus Dom Polski in Zoppot.
Alsdann war er Schriftsteller und Zeitungskorrespondent. 1892 war er Redakteur der polnisch-katholischen Gazeta Polska zu Berlin und 1893 der Gazeta Gdańska zu Danzig. 1894 gründete er die Gazeta Grudziądzka zu Graudenz. Weiter gründete er zahlreiche polnisch-katholische Volks-, Turn- und ähnliche Vereine. Wegen Pressvergehen wurde er mit ein-, zwei- und dreimonatigen Freiheitsstrafen belegt sowie wegen Beleidigung in mehreren Versammlungsreden mit einmonatiger Freiheitsstrafe.
Von 1903 bis 1912 war er Mitglied des Deutschen Reichstags für den Wahlkreis Regierungsbezirk Marienwerder 6 (Konitz, Tuchel) und die Polnische Fraktion. Nach dem Ersten Weltkrieg trat er der Bauernpartei Piast bei und wurde ein Gegner von Józef Piłsudski. Ab 1928 war er polnischer Senator.